# Índice xerotérmico de Gaussen

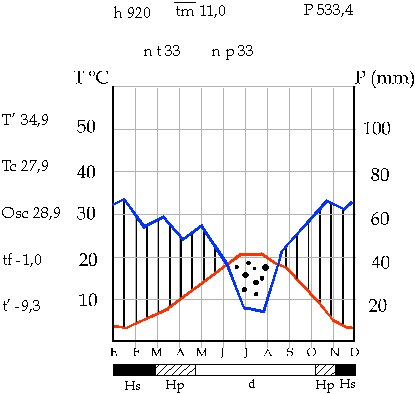
Climograma de la ciudad de León mostrando los montos mensuales de lluvia y las temperaturas medias mensuales, a lo largo del año. Puede verse claramente las diferencias entre los meses lluviosos y los secos, coincidiendo estos últimos con los meses centrales del año (verano, donde el monto pluviométrico en mm es inferior al doble de la temperatura media del mes. Dichas diferencias están indicadas con una línea roja.

El índice xerotérmico es una sencilla fórmula que sirve para determinar, dentro de los climas intertropicales y templados, los límites entre las precipitaciones de los meses secos y las de los meses lluviosos. Fue diseñado por Henri Gaussen, meteorólogo francés, para considerar, además del monto pluviométrico mensual, la mayor o menor temperatura media de ese mes, la cual incide, naturalmente, sobre la mayor o menor evaporación también en dicho mes. 

## Concepto
Etimológicamente el concepto xerotérmico viene de "xeros", que significa sequedad, y térmico, temperatura. Su cálculo es muy sencillo ya que para saber si el monto pluviométrico de un mes se debe considerar como el de un mes seco o lluvioso basta con multiplicar por 2 el valor de la temperatura media de ese mes lo cual nos dará una cifra que, considerada en mm de precipitación nos servirá para determinar si es seco (cuando la cifra es superior al promedio de las lluvias en ese mes) o si es lluvioso, en caso de que el resultado sea inferior a dicho monto ().

## Algunos ejemplos
- Datos climáticos de Santa Elena de Uairén (Estado Bolívar, en la Guayana Venezolana):

a) Localización: latitud 4°36′ N, longitud 61°6′ O, altitud, 910 m s. n. m.
b) Temperaturas: enero (21,6 °C), febrero (22 °C), marzo (22,5 °C), abril (22,3 °C), mayo (22 °C), junio (21,5 °C), julio (21,5 °C), agosto (21,5 °C), septiembre (22 °C), octubre (22,1 °C), noviembre (22 °C), diciembre (21,8 °C). Temperatura media anual: 21,8 °C.
c) Precipitaciones: enero (72 mm), febrero (83 mm), marzo (92 mm), abril (134 mm), mayo (248 mm), junio (251 mm), julio (219 mm), agosto (171 mm), septiembre (116 mm), octubre (102 mm), noviembre (119 mm), diciembre (132 mm). Monto pluviométrico anual: 1739 mm
- Datos climáticos de Mucuchíes (Estado Mérida, Venezuela):

a) Localización: latitud 8°44′ N., longitud 70°55′ O., altitud: 2980 m s. n. m.
b) Temperaturas: enero (10,1 °C), febrero (11,2 °C), marzo (11,6 °C), abril (11,7 °C), mayo (11,8 °C), junio (11 °C), julio (10,4 °C), agosto (10,8 °C), septiembre (11 °C), octubre (10,9 °C), noviembre (10,4 °C), diciembre (10,5 °C). Temperatura media anual: 11 °C.
c) Precipitaciones: enero (7 mm), febrero (12 mm), marzo (29 mm), abril (80 mm), mayo (106 mm), junio (97 mm), julio (104 mm), agosto (82 mm), septiembre (69 mm), octubre (68 mm), noviembre (30 mm), diciembre (10 mm). Monto pluviométrico anual: 694 mm
- Datos climáticos de Mene Grande (Estado Zulia, Venezuela):

a) Localización: latitud 9°49′ N, longitud 70°56′ O, altitud: 18 m s. n. m.
b) Temperaturas: enero (26,4 °C), febrero (26,8 °C), marzo (27,4 °C), abril (27,1 °C), mayo (27,1 °C), junio (27,1 °C), julio (27,2 °C), agosto (27,4 °C), septiembre (27,2 °C), octubre (26,3 °C), noviembre (26,2 °C), diciembre (26,1 °C). Temperatura media anual: 26,9 °C.
c) Precipitaciones: enero (45 mm), febrero (23,8 mm), marzo (41 mm), abril (118 mm), mayo (186 mm), junio (142 mm), julio (63 mm), agosto (93 mm), septiembre (128 mm), octubre (240 mm), noviembre (136 mm), diciembre (123 mm). Monto pluviométrico anual: 1310 mm.

### Análisis
Muchos geógrafos ya se habían manifestado sobre la necesidad de diferenciar los climas secos de los húmedos. Así por ejemplo, en Venezuela y en otros países de la zona intertropical se venía empleando un monto fijo mensual de 50 o 60 mm de precipitación (según diversos autores) para diferenciar los meses secos, con una precipitación mensual inferior a esta cifra, y los lluviosos, cuando es superior a ella. Pero este dato empírico impide emplear la cifra cuando las diferencias de altura entre dos estaciones son lo suficientemente grandes como para alterar la efectividad de las lluvias, debido a la menor evaporación que está determinada por el aumento de la altitud sobre el nivel del mar y, por ende, por la disminución de la temperatura. Cuando en una misma cuenca hidrográfica, por ejemplo, la cuenca del Orinoco, existen lugares ubicados a distintas alturas (desde más de 5000 metros sobre el nivel del mar en la Cordillera Oriental de Colombia, hasta la misma orilla del Atlántico, pasando por las mesetas o tepuyes, a más de 2500 m s. n. m.) y estamos estudiando el clima de estos lugares resulta muy útil el empleo del índice xerotérmico de Gaussen, el cual nos permite hacer comparaciones en las que se minimiza el efecto de la altitud sobre la evaporación al tomar en cuenta la temperatura, que ya determina en gran parte esa evaporación. El ejemplo de los datos climatológicos de Santa Elena de Uairén, por ejemplo, nos demuestra que no existe allí ningún mes seco, lo cual parece contradecir el hecho de que a esta población se le considera la capital de La Gran Sabana, ya que, a pesar de que muchos autores han identificado el clima de esta región del sudeste de Venezuela como, precisamente, clima de sabana, ello no es correcto, ya que el hecho de que su vegetación sea de sabana no se debe al clima sino más bien a la naturaleza arenosa y areniscosa de los suelos, tal como se indica en el artículo respectivo. 
Si analizamos los datos climáticos indicados arriba, que corresponden a climas isotermos de la zona intertropical, pero de poblaciones ubicadas a distintas alturas, podremos ver en la práctica la aplicación de la fórmula ideada por Gaussen: 
- Ningún mes en Santa Elena de Uairén podría considerarse como seco ya que en todos los casos, el monto pluviométrico en mm es bastante superior al doble de la temperatura en grados centígrados para dicho mes. Por ello es que no se explica la presencia de una vegetación de sabana si el clima es de selva, por lo que los motivos son otros, como ya se ha indicado.

- En el caso de Mucuchíes podemos ver la forma como incide la mayor altitud sobre las temperaturas medias mensuales. Si usáramos los montos pluviométricos de 50 o 60 mm de lluvia mensual como umbral entre los meses secos y lluviosos, tal como se indica arriba (como se hacía antes), el mes de marzo en Mucuchíes sería un mes seco. Sin embargo, con una temperatura media de 11,6 °C, un monto pluviométrico de 29 mm es más del doble de dicho umbral (el doble de 11,6 es 23,2 mm, cifra que daría una idea más acertada del verdadero umbral que deberíamos considerar en este caso) por lo que, según el índice de Gaussen, tampoco sería un mes seco.

- Y en el caso de Mene Grande, población ubicada en la parte oriental del estado Zulia, la comparación con Mucuchíes nos explica perfectamente la utilidad del empleo del índice xerotérmico de Gaussen: como hemos visto, el mes de marzo en Mucuchíes es un mes lluvioso a pesar de que sólo recibe unos 29 mm de precipitaciones. En cambio, una cifra bastante mayor de 41 mm en el mismo mes en Mene Grande corresponderían a un mes seco por ser su temperatura mucho más elevada, lo que hace que la evaporación sea también mucho mayor.

## La fórmula de Köppen
La clasificación climática de Köppen también considera un umbral de separación entre los climas Aw (estación seca correspondiente con la época de sol bajo o invierno hemisférico) y los climas áridos (Climas B). Expresada en valores de la escala °C (Celsius) sería 
- r = 2 (T + 14)

en la que r representa el umbral en cm de precipitación anual, y T la temperatura media anual en la escala C. Ello significa que si el resultado obtenido al aplicar dicha fórmula es igual o menor que el monto pluviométrico anual en cm, el clima será árido y de sabana en caso contrario. Por ejemplo, en el caso de Barcelona (Venezuela), cuya lluviosidad anual es de 608 mm (es decir, 60,8 cm) y la temperatura media anual es de 26,9 °C, dicho umbral sería de 2 (26,9 + 14), es decir, 81,8 cm (818 mm), por lo que el clima de dicha ciudad sería, evidentemente, un clima semiárido (Bsi, en la clasificación de Köppen) y no un clima Aw. Así, al comparar las dos fórmulas, la de Köppen y la de Gaussen, vemos que con la segunda se alcanza una mayor precisión al poder establecer individualmente la fórmula para cada mes en particular.
Y Arthur Newell Strahler, en su famoso libro sobre Geografía Física (2.ª edición en inglés de 1960) desarrolla en los gráficos climáticos del mismo, un ingenioso método para diferenciar los meses lluviosos de los secos en las estaciones meteorológicas ubicadas en la zona intertropical: los meses secos están identificados con un icono que señala unas isobaras que encierran la letra H (High) es decir, indicando los meses con una situación anticiclónica definida como subtropical high (altas presiones subtropicales); mientras que los meses lluviosos están señalados con otro icono que habla de equatorial trough término correspondiente al de cinturón de bajas presiones ecuatoriales y que recientemente tomó el nombre de zona de convergencia intertropical. Así pues, no se trata de tomar una mayor o menor precipitación como umbral para diferenciar los meses secos de los lluviosos sino elaborar el gráfico primero e identificar en el mismo la causa determinante de las diferencias estacionales de los climas intertropicales, excluyendo el clima de selva ecuatorial en el que la precipitación es más homogénea a lo largo del año (). 

## Crítica
El índice xerotérmico descrito por Gaussen introduce una mejora importante en los criterios de clasificación climática de la zona intertropical especialmente útil a la hora de elaborar mapas climatológicos. Si observamos un mapa climático de África desde el ecuador hasta el trópico de Cáncer, notaremos una distribución en fajas extendidas en el sentido de la latitud, en las que la sequedad del clima, medida en la cantidad de meses secos a lo largo del año, va progresando hacia el norte, desde ningún mes seco en el ecuador hasta ningún mes lluvioso en el trópico de Cáncer. 
La zona de transición entre los climas de sabana y los áridos se conoce en el continente africano con el nombre de Sahel. Esta nitidez en la distribución geográfica de los distintos tipos climáticos se debe a que en este caso, el relieve no introduce modificaciones importantes en el clima por estar constituido por plataformas realzadas y superficies de erosión bastante homogéneas en cuanto a su altitud sobre el nivel del mar se refiere (tal vez con la excepción de algunas mesetas más elevadas del África Oriental, en Kenia, Etiopía y otros países). Es por ello que, en este caso, la aplicación del índice xerotérmico en la delimitación de los distintos tipos de clima, casi no tendría ninguna importancia o diferencia a la de emplear otros criterios tradicionalmente aceptados. Pero en el caso de América del Sur y la región del Caribe, donde el relieve introduce un factor importante de modificación climática, resulta mucho más conveniente su empleo con el fin de afinar esa elaboración de los mapas climáticos. 
Por otra parte, cuando tenemos en cuenta la respuesta de la naturaleza de la zona intertropical a las variaciones y fronteras climáticas, nos daremos cuenta de que la matización introducida por el empleo del índice xerotérmico de los tipos climáticos, no es muy relevante. Por ejemplo, muchas especies vegetales tienen un poder de adaptación muy grande en lo que se refiere a las diferencias establecidas por las fronteras climáticas y este tema está más relacionado con la Ecología que con la propia Climatología. El ejemplo de la floración de algunas especies vegetales de la zona intertropical al final de la época de sequía nos asombra anualmente en una especie de milagro de la naturaleza en esta zona geoastronómica. Y el almacenamiento de agua después de casi seis meses de sequía absoluta es casi un fenómeno inexplicable en el caso de algunos árboles, como en el caso del mango (Mangifera indica), árbol cuya enorme producción de frutos se presenta en su apogeo durante el mes de mayo en el hemisferio norte, que es el momento en que finaliza la época de sequía en las latitudes intertropicales de este hemisferio. La explicación de esta aparente paradoja es muy sencilla: este árbol está adaptado a un clima de la zona subtropical de clima monzónico (en la India, de donde viene su nombre), que es mucho más extremado que el que conseguimos más al sur en la zona de sabana, por lo que su adaptación ecológica a una época de sequía prolongada es mucho mayor que la que se necesitaría en esta zona de clima de sabana. Más bien sucede una especie de paradoja: los años en que se han presentado algunas lluvias bastante persistentes y abundantes en la época de sequía en estas zonas de clima Aw (como efectos de las vaguadas asociadas a los anticiclones, los cuales se deben, a su vez, a las temperaturas frías del invierno boreal), la producción y calidad de la cosecha de mangos bajan considerablemente.
En resumen, existen diversos sistemas o fórmulas para establecer una clasificación climática que nos permita lograr una mayor o menor precisión en cuanto a la delimitación sobre el mapa de los distintos tipos climáticos en la zona intertropical. Y los cuatro que se han indicado aquí (50 mm, 60 mm, la fórmula de Gaussen y la de Köppen) para establecer los límites o umbrales de separación entre los climas Af y Aw por un lado, y Aw y Bsi por el otro, resultan plenamente válidos dependiendo únicamente de la mayor o menor exactitud que necesitemos y que tengamos en cuenta al recopilar y analizar los datos meteorológicos.